# Atractus tamessari
Atractus tamessari là một loài rắn trong họ Colubridae. Loài này được Kok mô tả khoa học đầu tiên năm 2006.